# メイガ上科
メイガ上科（Pyraloidea）は、鱗翅目（チョウ目）に属する昆虫の上科のひとつ。メイガ科とツトガ科を含み、害虫とされるさまざまな種が属する。

## 人との関係
ニカメイガ、サンカメイガ、アワノメイガなどの農業害虫や、養蜂に関する害虫であるハチノスツヅリガ、貯穀害虫として有名なノシメマダラメイガなど害虫として重要な種が多く含まれる。また、人工的に養殖されたものが釣り餌として用いられる場合もある。

## 下位分類
以下の分類は岸田（2011）および神保（2020）に拠る。
- メイガ科 Pyralidae
  - ツヅリガ亜科 Galleriinae
  - シマメイガ亜科 Pyralinae
  - フトメイガ亜科 Epipaschiinae
  - マダラメイガ亜科 Phycitinae
- ツトガ科 Crambidae
  - ツトガ亜科 Crambinae
  - ヤマメイガ亜科 Scopariinae
  - ヒナタメイガ亜科 Heliothelinae
  - オオメイガ亜科 Schoenobiinae
  - ミズメイガ亜科 Acentropinae
  - シダメイガ亜科 Musotiminae
  - モンメイガ亜科 Cybalomiinae
  - ニセノメイガ亜科 Evergestinae
  - クルマメイガ亜科 Odontiinae
  - ハイマダラノメイガ亜科 Glaphyriinae
  - ノメイガ亜科 Pyraustinae

ノメイガ亜科およびミズメイガ亜科をツトガ科ではなくメイガ科に含めたり、セセリモドキガ科やマドガ科を本上科に含めたりする分類体系もあるため、分類に関する記述には注意が必要である。